# Пески-Удайские
Пески-Удайские (укр. Піски-Удайські) — село,
Мокиевский сельский совет,
Чернухинский район,
Полтавская область,
Украина.
Код КОАТУУ — 5325183207. Население по переписи 2001 года составляло 358 человек.

## Географическое положение
Село Пески-Удайские находится на левом берегу реки Удай,
выше по течению на расстоянии в 5 км расположено село Куренька,
ниже по течению на расстоянии в 5,5 км расположено село Постав-Мука,
на противоположном берегу — село Горобии (Лубенский район).
Река в этом месте извилистая, образует лиманы, старицы и заболоченные озёра.

## Объекты социальной сферы
- Школа І—ІІ ст.

## Достопримечательности
- Братская могила советских воинов.